# Lijst van Lichterveldenaren
Deze lijst van Lichterveldenaren betreft bekende personen die in de Belgische gemeente Lichtervelde geboren zijn, er hebben gewoond of er hebben gewerkt.

## A
- Roland Aper (1940), wielrenner

## B
- Arsène Becuwe, (1891–1992), componist, dirigent en musicus

## C
- Eugène Callewaert (1892-1944), burgemeester 1937-1944, slachtoffer WO II
- Maria Callewaert-Casselman (1892-1987), burgemeester 1947-1967
- Remi Claeys (1897-1974), ondernemer en buizenfabrikant
- Dirk Clarysse, wielrenner
- Gustaaf Colpaert (1885-1965), burgemeester 1927-1932
- Achiel Coppenolle (1885-1954), marktzanger
- Patrick Cornillie (1961), journalist, schrijver wielerboeken, dichter
- Carlos Cuyle, wielrenner

## D
- Agnes Debaillie (1928-2012), cinema-uitbaatster
- Ron Deblaere (1947), kunstenaar, beeldhouwer
- Georges Decuypere (1931-2011), burgemeester 1967-1976
- Pieter Decuypere, burgemeester 1873-1878, 1884-1894
- Gabriël Delameilleure, wielrenner
- Edmond Denys (1865-1923), aalmoezenier van de Fransmans
- Alfons Depoorter (1916-2008), doctor kerkelijk recht & Vicaris-Generaal bisdom Brugge
- Edward De Saegher (1875-1939), deken van Roeselare, oprichter parochies Heilig-Hart en Sint-Jozef
- Gilbert Desmet I (1931-2024), voormalig wielrenner

## E
- Nick Ervinck (1981), kunstenaar

## G
- Armand Goddyn, (1863-1933), portretkunstenaar.

## H
- Leon Hoet (1891-1944), internationaal ingenieur-architect
- Paul Houwen (1933-1991) conservator van de Blankaart en de IJzermonding
- Joris Houwen (1925-1998)  post-impressionistisch kunstschilder

## K
- Xavier Kerkhofs (1840-1908), burgemeester 1879-1884
- Els Kindt, Vlaams volksvertegenwoordiger, schepen
- Gabriël Kindt, burgemeester 1983-2000, lid van de bestendige deputatie

## L
- Rudolf Lange, (1874-1918), Pruisisch officier, kunstenaar, oorlogsgetuige
- Pieter Lansens (1801–1879), auteur, onderwijzer en schooldirecteur

## M
- Hans Maertens gedelegeerd bestuurder Voka
- Ivan Messelis, wielrenner
- Amandus Missiaen (1785-1857), rederijker, dichter
- Jules Missinne (1899-1978), toneelschrijver, componist
- Rogier Muys, burgemeester 1977-1982

## P
- Ria Pattyn (1962), burgemeester 2001-
- Gijs Pauw, wielrenner
- Delfine Persoon, wereldkampioen boxen, vrouwelijke lichtgewichten
- Paul Popelier, wielrenner
- Marjolein Pottie, illustratrice

## R
- Maria-Ludovica Reynaert, (1875-1965), moeder van 'Meneer Doktoor' Johan Buytaert

## S
- Michiel Surmont (1786-1972), burgemeester 1842-1872

## T
- Pieter Tempelaere (1835-1901), burgemeester 1895-1901
- Albert Termote (1887-1978), beeldhouwer

## V
- Eddy Vancraeynest, wielrenner
- Robert Vandecaveye, wielrenner
- Karel Van de Poele (1846-1892), ingenieur-uitvinder in de Verenigde Staten
- Dirk Vandewalle (1953), professor
- Katrien Van Hecke (1960), schrijfster en verhalenvertelster
- Louis Vanhoorne, burgemeester 1830-1842
- Henri Van Lerberghe (1891-1966), wielrenner, winnaar Ronde van Vlaanderen 1919
- Alfons Vanoverschelde (1887-1952), schilder
- Johny Vansevenant, (1958), VRT-wetstraatjournalist
- Xavier Vanslambrouck (1912-1972), wielrenner
- Pieter Silvester Van Walleghem, (1697-1776), beeldhouwer
- Ferdinand Vermeersch-Vancanneyt, burgemeester 1901-1906
- Gentiel Vermeersch, wielrenner
- Emiel Vermeesch-Dochy (1862-1937), burgemeester 1906-1926, 1933-1937